# Admiralstab

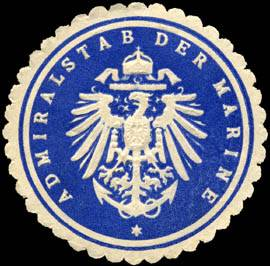
Az Admiralstab pecsétje

Admiralstab (kb.: Tengernagyi törzs) volt a megnevezése 1899 és 1918 között a Német Császári Haditengerészet (Kaiserliche Marine) egyik parancsnoki hatóságának a négy közül. A másik három a Reichsmarineamt (Birodalmi Haditengerészeti Minisztérium/Hivatal), a Marinekabinett (Haditengerészeti Kabinet) és a Generalinspekteur der Marine (Haditengerészet Főfelügyelősége) hivatala volt. A haditengerészet vezetésének ilyen módon való szétforgácsolása – szemben a brit oldalon az „első tengeri lord” átfogó főparancsnoki hatáskörével – Németország számára negatív következményekkel járt. A Seekriegsleitung (kb.: Tengeri hadvezetés) 1918 augusztusi felállításával sikerült csak a szükséges egységes vezetést felállítani. Ez az intézkedés azonban már nem volt hatással az első világháború tengeri harcának történéseire. 1918. november 14-én az Admiralstabot a Reichsmarineamt alá rendelték. A birodalmi elnök 1919. szeptember 15-ei rendeletével feloszlatta az Admiralstabot, amit az Admiralitás hajtott végre.

## Felállítása
Az Admiralstab felállítása az 1875. december 14-ei, legmagasabb szintről érkező kabinetparancsra (Allerhöchste Kabinettsordre; AKO) vezethető vissza, mely a német szárazföldi hadseregnél meglévő Generalstab analógiájára a Haditengerészet Főparancsnokság (Oberkommando der Marine; OKM) részéről is megkövetelte egy operatív vezetői testületet. Mikor 1899-ben II. Vilmos császár a haditengerészet irányítását személyesen átvette és az OKM-et feloszlatta, ebből csak az Admiralstab részlege maradt fenn és önállósodva közvetlenül a császár alá lett rendelve.

## Feladatai
Az eddigi feladatok további intézése mellett katonapolitikailag az Admiralstabhoz rendelték a külhonban lévő hajókat. Az egykori OKM vezérkari feladatai közé tartozott:
a) a tengeri hadviselés történetének tanulmányozása és a kinyert ismeretek értékelése a hadvezetés számára,
b) a flotta használatának előkészítése a császár által megszabott célok alapján,
c) a mozgósítás levezénylése,
d) a flotta bővítése a háborúk alatt,
e) a vezérkari gyakorló utak (Generalstabs-Übungsreisen) és a hadgyakorlatok irányítása a mozgósítás érdekében,
f) a vezérkari tevékenység irányítása minden alárendelt parancsnoki hatóságnál.
Alfred von Tirpitz tengernagy – aki jelentős szerepet játszott az OKM végzetes feloszlatásában – az Admiralstab méretét a kezdettől fogva alacsony szinten tartotta, hogy ne válhasson a Reichsmarineamt konkurrensévé. Emiatt az Admiralstab soha sem tudott olyan jelentőségre szert tenni, mint a hadseregnél a Generalstab. Walther Hubatsch történész meglátása szerint jóval inkább „a háború tanulmányozási hatósága” maradt.

## Vezetői
Chefs des Admiralstabs der Kaiserlichen Marine
| 1899. március 14. – 1899. december 31.    | Felix von Bendemann ellentengernagy     |
| 1900. január 1. – 1902. augusztus 19.     | Otto von Diederichs altengernagy        |
| 1902. augusztus 20. – 1908. január 28.    | Wilhelm Büchsel altengernagy            |
| 1908. január 29. – 1909. szeptember 5.    | gróf Friedrich von Baudissin tengernagy |
| 1909. szeptember 6. – 1911. március 11.   | Max von Fischel tengernagy              |
| 1911. március 12. – 1913. március 31.     | August von Heeringen altengernagy       |
| 1913. április 1. – 1915. február 1.       | Hugo von Pohl tengernagy                |
| 1915. február 2. – 1915. szeptember 3.    | Gustav Bachmann altengernagy            |
| 1915. szeptember 4. – 1918. augusztus 10. | Henning von Holtzendorff tengernagy     |
| 1918. augusztus 11. – 1918. november 14.  | Reinhard Scheer tengernagy              |

Az Admiralstab helyettes vezetői (Stellvertretende Chefs des Admiralstabs der Kaiserlichen Marine):
| 1914. július – 1915. szeptember    | Paul Behncke ellentengernagy             |
| 1915. szeptember – 1918. augusztus | Reinhard Koch altengernagy               |
| 1918. augusztus – 1918. november   | báró Friedrich von Bülow ellentengernagy |

## Fordítás
- Ez a szócikk részben vagy egészben  az   Admiralstab című német Wikipédia-szócikk ezen változatának fordításán alapul.  Az eredeti cikk szerkesztőit annak laptörténete sorolja fel. Ez a jelzés csupán a megfogalmazás eredetét és a szerzői jogokat jelzi, nem szolgál a cikkben szereplő információk forrásmegjelöléseként.